# Видановці
Видановці (словен. Vidanovci) — поселення в общині Лютомер, Помурський регіон, Словенія. Висота над рівнем моря: 226,9 м.